# Евтушенко, Светлана Сергеевна
Светлана Сергеевна Евтушенко (род. 2 ноября 1936, Прилуки, Черниговской области) — советская, партийная и профсоюзная деятельница. Кандидат в члены ЦК КПУ в 1986-1990. Депутат Верховного Совета УССР 9-го и 11-го созывов.

## Биография
Образование высшее. Окончила Дагестанский сельскохозяйственный институт и Заочную Высшую партийную школу при ЦК КПСС.
В 1959 — 1960 г. — бригадир полеводческой бригады колхоза «Победа», агроном колхоза имени Кирова Прилукского района Черниговской области.
В 1960 — 1966 г. — инструктор, 2-й, 1-й секретарь Прилукского городского комитета ЛКСМУ, заместитель заведующего отделом, секретарь по идеологии Черниговского областного комитета ЛКСМУ.
Член КПСС с 1962 года.
В 1966 — 1971 г. — секретарь Куликовского районного комитета КПУ Черниговской области.
В 1971 — 1975 г. — председатель исполнительного комитета Куликовского районного совета депутатов трудящихся Черниговской области.
В сентябре 1975 — 1976 г. — 1-й секретарь Куликовского районного комитета КПУ Черниговской области.
В 1976 — 1985 г. — инспектор ЦК Компартии Украины.
С 1985 г. — секретарь Украинского республиканского совета профессиональных союзов, заместитель председателя Украинского республиканского совета профессиональных союзов. Заместитель председателя Украинского республиканского совета женщин.
Потом — на пенсии в городе Киеве.
Депутат ВС УССР 9 и 11 созывов, заместитель председателя Комитета ВРУ по охране материнства и детства.

## Награды
- дважды Орден Трудового Красного Знамени;
- Почётная грамота Президиума Верховного Совета УССР.